# 金子周一
金子 周一（かねこ しゅういち、1956年8月 - ）厚生労働省肝臓病研究班長　金沢大学医学部内科学教授　同医学部長類長　遺伝子解析早期癌発見で国際特許　他医学的多くの発見　多くの医学の後輩を育てる